# Землетрус у Таншані (1976)
Землетрус у Таншані 1976 року (кит.: 唐山大地震) — землетрус, що стався 28 липня 1976 року в китайському місті Таншань. О 3:42 за місцевим часом місто було зруйноване сильним землетрусом, гіпоцентр якого був на глибині 22 км. Відбулося сильне коливання земних літосферних плит, магнітудою 8,2 бала за шкалою Ріхтера. Повторні поштовхи з потужністю 7,1 завдали ще більше шкоди. За офіційними звітами влади КНР, кількість жертв склала 242 419 осіб, але за іншими джерелами загинуло близько 800 000 жителів. Від землетрусу також постраждали населені пункти, що розташовані на відстані 150 кілометрів від епіцентру, серед них Тяньцзінь і Пекін, понад 5 000 000 будинків були повністю зруйновані.
У наш час у центрі Таншаня про землетрус нагадує стела, а також інформаційний центр, присвячений землетрусам. Він є своєрідним музеєм, єдиним у Китаї з цієї тематики. Землетрус в Таншані є другим в історії за кількістю жертв після землетрусу в Шеньсі в 1556 році. Катастрофа лягла в основу сюжету художнього фільму «Землетрус» режисера Фен Сяогана.